# Sophiamöllan

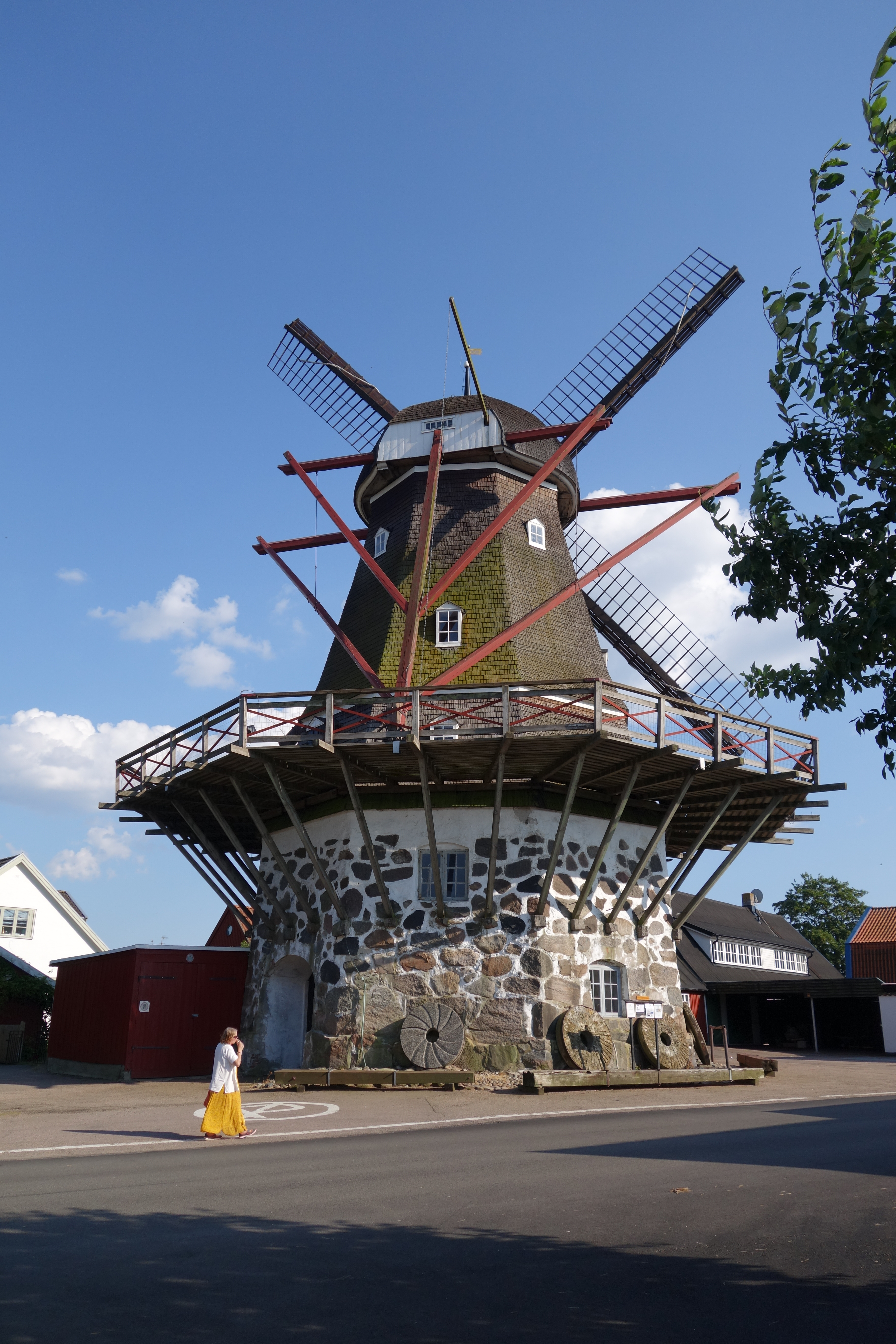
Sophiamöllan

Sophiamöllan, eller Vikens kvarn, är en holländsk väderkvarn i samhället Viken i Höganäs kommun. 
Den eleganta Sophiamöllan byggdes 1837-1838 av Vikenskepparen Niels Petter Nielsen-Lindberg. Under 1900-talet ersattes vindkraften med elkraft. Kvarnverjet är nu återställt och möllan kan mala mjöl på traditionellt vis igen. 
Kvarnen förvaltas numera av Stiftelsen Sophiamöllan.